# Leoberto Leal (Santa Catarina)
Leoberto Leal é um município brasileiro do estado de Santa Catarina.  Localiza-se a uma latitude 27º30'25" sul e a uma longitude 49º17'13" oeste, estando a uma altitude de 550 metros. Sua população estimada em 2011 era de 3.336 habitantes. Fica na extremidade oeste da Região da Grande Florianópolis, microrregião do vale do Rio Tijucas, embora suas ligações econômicas e culturais se deem hoje sobretudo com a região do Alto Vale do Itajaí, devido ao centro regional de Ituporanga.
O centro urbano dista aproximadamente 110 quilômetros de Florianópolis, com acesso a partir da rodovia BR-282, via "Estrada dos Tropeiros" (antiga trilha usada pelos colonizadores como rota comercial a lombo de mulas, reaberta no final de 2008). Anteriormente, o acesso se dava através de Alfredo Wagner, distando o município então cerca de 140 quilômetros da capital catarinense. Trata-se de estradas vicinais que possibilitam o acesso à BR-282, em condições algo precárias. O acesso principal (pavimentado) a Leoberto Leal se dá pela SC-281 (rodovia Norberto Henrique Alves) que a conecta ao município de Imbuia, no Alto Vale do Itajaí (alcançando-se posteriormente a BR-470 via Ituporanga e Rio do Sul). A partir de Imbuia também é possível alcançar a BR-282 através da ligação asfáltica com a SC-350, via Alfredo Wagner.

## História

Deputado Leoberto Leal, 1957. Arquivo Nacional.

A ocupação efetiva de terras do município aconteceu a partir de 1917, sendo os primeiros visitantes descendentes de colonos da antiga colônia Santa Teresa, atual Alfredo Wagner. A população formou-se contudo, principalmente com famílias vindas de Angelina e Águas Mornas, descendentes dos colonizadores que habitavam originalmente as colônias de São Pedro de Alcântara (no município homônimo), Santa Teresa e Santa Isabel.
O município era originalmente um distrito de Nova Trento, denominado "Vargedo", tendo sido renomeado quando da sua emancipação (a 12 de dezembro de 1962) em homenagem ao deputado Leoberto Laus Leal, natural de Tijucas e falecido em desastre aéreo em julho do mesmo ano. Tal deputado era bastante engajado com causas das comunidades do vale do Rio Tijucas e do Alto Vale do Itajaí.

## Economia e geografia

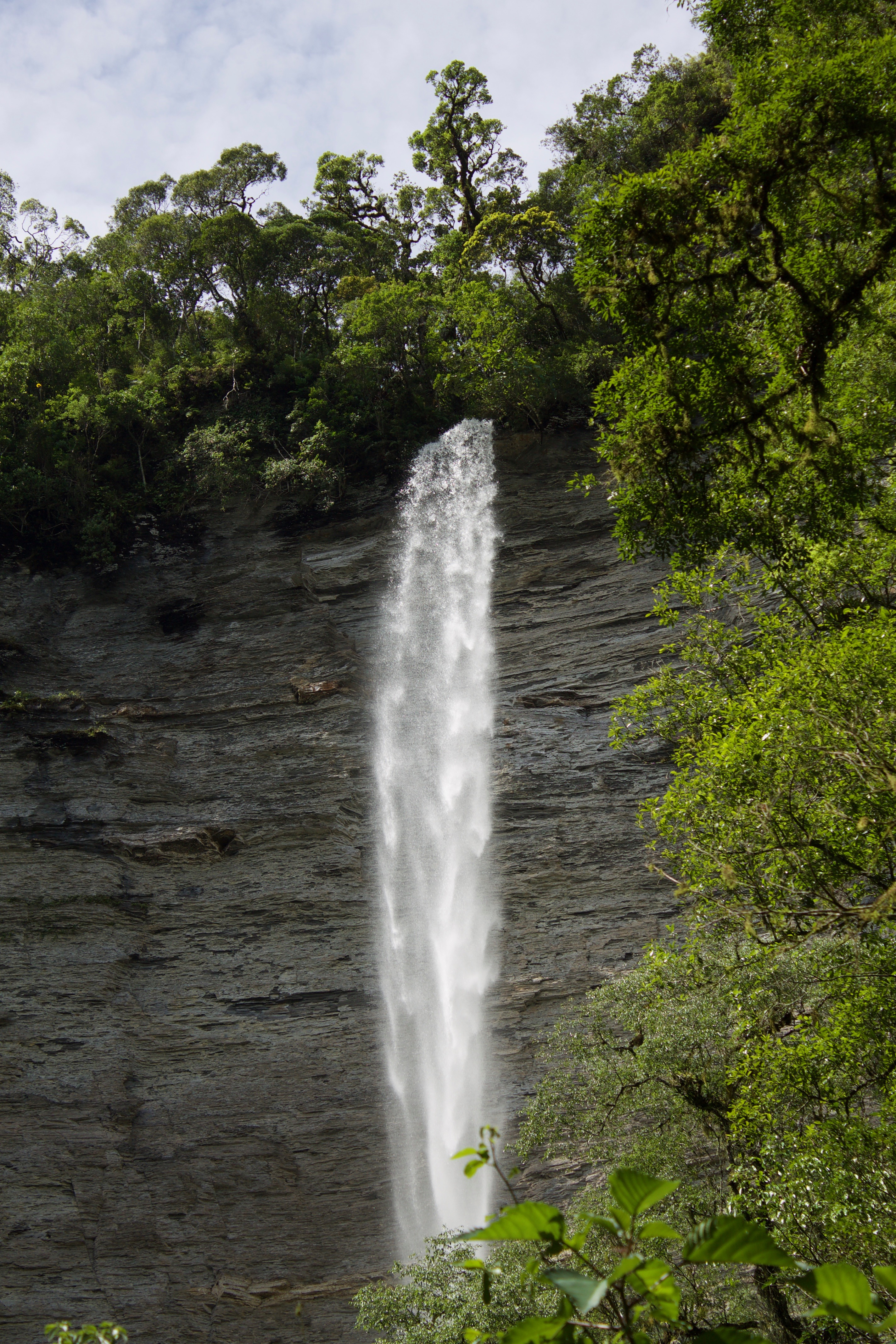
Cachoeira com cerca de 85 m na localidade de Ribeirão dos Ovos; uma amostra das belezas naturais da região.

A economia é fortemente baseada na agricultura, com destaque para as culturas de cebola, milho, feijão e fumo. Os setores industrial e de serviços são pouco significantes, embora a geografia peculiar do município lhe conceda um potencial turístico ainda pouco explorado.
A área de 298,34 quilômetros quadrados apresenta um relevo altamente acidentado, com muitas montanhas e córregos que afluem ao rio Alto Braço, este por sua vez um afluente do rio Tijucas. Em função destas peculiaridades, há várias cachoeiras no interior do município, que também se mostra um ótimo local para prática de motocross.
A maior região plana do município é aquela em que está situado seu pequeno centro urbano, em uma "vargem" às margens do rio Alto Braço, fato que inspirara seu antigo nome.
O centro urbano é servido por um pequeno hotel, agência bancária do Banco do Brasil (antigo BESC), um restaurante, uma pizzaria, uma padaria, duas farmácias e um pequeno museu particular, dentre outros pequenos comércios varejistas.

## Lista de Prefeitos de Leoberto Leal[8][9]
Todos os prefeitos de Leoberto Leal a partir de 1963:
| PERÍODO   | PREFEITO                     | PARTIDO | VICE-PREFEITO               | VOTOS |
| 1963-1963 | BERTINO SILVA                |         | PREFEITO PROVISÓRIO         |       |
| 1963-1968 | NORBERTO JOÃO VIEIRA         |         |                             |       |
| 1969-1972 | AZIZO FLORES DA CUNHA        |         |                             |       |
| 1973-1976 | HUGOLINO MARTIM KREUSCH      | ARENA   |                             | 1.336 |
| 1977-1982 | WALDIR GORGES ALVES          | ARENA   |                             | 1.264 |
| 1983-1988 | HERBERTO ROBERTO MARIAN      | PDS     | VALERIO VALENTIM FRANZEN    | 1.256 |
| 1989-1992 | WALDIR GORGES ALVES          | PDS     | IVO TRUPPEL SCHEIDT         | 1.083 |
| 1993-1996 | IVO TRUPPEL SCHEIDT          | PDS     | AZIZO FLORES DA CUNHA       | 1.914 |
| 1997-2000 | EDSON FLORES DA CUNHA        | PMDB    | FRANCISCO RAULINO ZIMERMANN | 1.665 |
| 2001-2004 | EDSON FLORES DA CUNHA        | PMDB    | VALDINO BRAZ GUCHERT        | 1.601 |
| 2005-2008 | IVO SCHEIDT FILHO            | PP      | Nilson Ari Riscarolli       | 1.295 |
| 2009-2012 | TATIANE DUTRA ALVES DA CUNHA | PMDB    | José Jair Alexandre         | 1.431 |
| 2013-2016 | TATIANE DUTRA ALVES DA CUNHA | PMDB    | José Jair Alexandre         | 1.486 |
| 2017-2020 | VITOR NORBERTO ALVES         | PSD     | ARNO HASCHEL LOHN           | 1.435 |
| 2021-2024 | VITOR NORBERTO ALVES         | MDB     | ARNO HASCHEL LOHN           | 1.445 |
| 2025-2028 | MAICON SCHEIMANN             | PP      | JAIR ANDERSEN DE SOUZA      | 1.425 |